# SPLATTER HOUR
SPLATTER HOUR는 일본의 동인 게임 개발팀으로, 18세 이상 이용가 BL 게임을 개발하고 있다.

## 작품 리스트
- 남자 고교 야큐켄
- Dally Dash!
- 붙어 있는 불빛